# Christian Polke
Christian Polke (* 11. September 1980 in München; † 25. April 2023 in Göttingen) war ein deutscher evangelischer Theologe und Hochschullehrer.

## Leben
Polke studierte Evangelische Theologie in Berlin, Heidelberg und Tübingen. Das Erste Theologische Examen legte er 2005 bei der Evangelischen Landeskirche in Baden ab. Es folgten drei Jahre als wissenschaftlicher Angestellter an der Universität Heidelberg, wo er 2008 mit einer Dissertation über die weltanschauliche Neutralität des Staates promoviert wurde. Von 2008 bis 2016 war Polke Wissenschaftlicher Mitarbeiter am Institut für Systematische Theologie der Universität Hamburg, 2015 habilitierte er sich dort mit der Arbeit Expressiver Theismus: vom Sinn personaler Rede von Gott. Ab 2016 war er Professor für Systematische Theologie an der Georg-August-Universität Göttingen. Seine Forschungsschwerpunkte waren Gotteslehre und Religionsphilosophie, das Verhältnis von Kirche und Staat sowie die Ethik im Spannungsfeld zwischen biblischer und weltlicher Begründung.  
Polke war Gründungsmitglied der anlässlich der COVID-19-Pandemie gegründeten Initiative Niedersächsischer Ethikrat (INE). Diese erarbeitete zwischen Juni 2020 und Oktober 2022 Lösungsvorschläge für gesellschaftliche Probleme, die von dieser Pandemie herrühren. An der Universität Göttingen wirkte er maßgeblich an der Einrichtung eines englischsprachigen Masterstudienganges für Interkulturelle Theologie mit.
Vollkommen unerwartet starb Christian Polke am 25. April 2023, was große Bestürzung und Trauer über akademische und kirchliche Kreise hinaus auslöste.

## Mitgliedschaften (Auswahl)
- Deutsche Gesellschaft für Religionsphilosophie
- American Academy of Religion
- Ernst-Cassirer-Gesellschaft
- Ernst-Troeltsch-Gesellschaft
- Schleiermacher-Gesellschaft
- Wissenschaftliche Gesellschaft für Theologie
- Wissenschaftlicher Beirat der Stiftung Garnisonkirche Potsdam

## Publikationen (Auswahl)
- mit Wilfried Härle: Das Weltbild des christlichen Glaubens. In: Heidelberger Jahrbücher 47 (2003), S. 241–262.
- Öffentliche Religion in der Demokratie. Eine Untersuchung zur weltanschaulichen Neutralität des Staates (= Öffentliche Theologie 24), Evangelische Verlagsanstalt, Leipzig 2009, ISBN 978-3-374-02692-0.
- mit Rebekka Alexandra Klein und Martin Wendte: Hauptwerke der Systematischen Theologie. Ein Studienbuch (= UTB 3291), Mohr Siebeck Verlag, Tübingen 2009, ISBN 978-3-8252-3291-7.
- Rudolf Bultmann: Glauben und Verstehen I–IV. In: Hauptwerke der Systematischen Theologie (siehe oben), S. 285–302.
- Niemand ist eine Insel. Menschsein im Schnittpunkt von Anthropologie, Theologie und Ethik. Festschrift für Wilfried Härle zum 70. Geburtstag (= Theologische Bibliothek Töppelmann 156), de Gruyter, Berlin/Boston 2011, ISBN 978-3-11-024788-6.
- Personalität statt Subjektivität. Friedrich Heinrich Jacobi und Dieter Henrich: ein (fiktives) Streitgespräch. In: Philosophisches Jahrbuch 120 (2013), S. 305–329.
- Protestantische Ethik und Demokratie. Ein deutschsprachiger Literaturbericht seit 1945. In: Jahrbuch für Christliche Sozialwissenschaften 54 (2013), S. 181–197.
- Falk Wagner: Christentum in der Moderne. Ausgewählte Aufsätze. Herausgegeben von Jörg Dierken und Christian Polke, Mohr Siebeck Verlag, Tübingen 2014, ISBN 978-3-16-151953-6.
- Ein Zeitalter gesteigerter ethischer und religiöser Reflexivität? Ethische und religiöse Bildung in pluraler Schule und Gesellschaft. In: Bernd Schröder: Religions- und Ethikunterricht zwischen Konkurrenz und Kooperation, Vandenhoeck & Ruprecht, Göttingen 2018, ISBN 978-3-7887-3308-7, S. 15–36.
- Populismus als Herausforderung für die demokratische Zivilgesellschaft. Eine ethisch-theologische Perspektive. In: Zeitschrift für Evangelische Ethik 62,3 (2018), S. 200–212.
- Expressiver Theismus: vom Sinn personaler Rede von Gott (= Dogmatik in der Moderne 32), Mohr Siebeck Verlag, Tübingen 2020, ISBN 978-3-16-158255-4.
- mit Anne Käfer, Philipp David, Malte Dominik Krüger und André Munzinger: Neues von Gott? Versuche gegenwärtiger Gottesrede, Wissenschaftliche Buchgesellschaft, Darmstadt 2021, ISBN 978-3-534-40540-4.